# Aleksander Puchała
Aleksander Puchała (ur. 1 maja 1931 w Charzewicach, zm. 24 kwietnia 1997 w Szklarskiej Porębie) – polski artysta plastyk, projektant szkła artystycznego oraz szkła użytkowego. 

## Życiorys
W 1956 r. uzyskał dyplom na Wydziale Architektury Wnętrz Państwowej Wyższej Szkoły Sztuk Plastycznych we Wrocławiu, gdzie studiował w pracowni prof. Władysława Winczego. Podczas studiów poznał przyszłą żonę, późniejszą projektantkę szkła Reginę Włodarczyk. Po uzyskaniu dyplomu w 1958 r. Regina została zatrudniona w Hucie Szkła Kryształowego „Julia” w Szklarskiej Porębie, Aleksander dołączył do niej w 1960, obejmując stanowisko projektanta. W „Julii” pracował aż do śmierci. Wraz z żoną i synem Markiem mieszkał w Szklarskiej Porębie. 

## Twórczość
Aleksander Puchała jest autorem licznych projektów szkła użytkowego, tworzył także szkło unikatowe (przede wszystkim na przełomie lat 60. i 70.). Jego projekty cechuje prostota i geometryczność kształtów. Podkreślają to stosowane zdobienia i szlify – zgeometryzowane, pionowe, przecinane podziałami poziomymi – wpisujące się w purystyczne trendy ówczesnego wzornictwa. W celach dekoracyjnych artysta wykorzystywał również kontrast powierzchni błyszczących i matowych, wprowadzał do wnętrz naczyń kolce oraz kierki. Wszystkie te zabiegi służyły wydobyciu i podkreśleniu blasku i klarowności materiału szklanego. W twórczości unikatowej sięgał po szkło kryształowe wewnętrznie obciągane, często w kolorze zielonym lub niebieskim, poszukując nowych efektów fakturowych. Tworzył prace ze szkła wolnoformowanego, kształtowanego siłą odśrodkową lub siłą ciążenia.
Prace artysty znajdują się w zbiorach Muzeum Narodowego we Wrocławiu, Muzeum Narodowego w Poznaniu, Muzeum Karkonoskiego w Jeleniej Górze, Musée du Verre w Liège oraz w zbiorach prywatnych.

## Nagrody
Uwaga: 
- 1969: II nagroda za zdobiny szkła gospodarczego, Warszawa
- 1969: nagroda Ministra Budownictwa i Przemysłu Materiałów Budowlanych, Warszawa
- 1971: nagroda Wzór roku na Międzynarodowych Targach Poznańskich, Poznań
- 1976: złoty medal i nagroda Ministerstwa Kultury i Sztuki na Ogólnopolskim Triennale Szkła, Kłodzko
- 1977: srebrny medal i II nagroda w dziale szkła unikatowego na Ogólnopolskiej Wystawie Szkła Artystycznego i Użytkowego, Katowice
- 1979: nagroda fundowana na Ogólnopolskiej Wystawie Szkła Artystycznego i Przemysłowego, Katowice

## Wystawy

### Wystawy indywidualne
Uwaga: 
- 1975: Desa, Warszawa
- 1976: Muzeum Ceramiki, Bolesławiec
- 1978: BWA, Jelenia Góra
- 1980: BWA, Opole
- 1992: wystawa retrospektywna Kryształy Reginy i Aleksandra Puchałów z huty „Julia” w Szklarskiej Porębie, Muzeum Narodowe we Wrocławiu[3]

### Wystawy zbiorowe
Uwaga: 
- 1957: Warszawa
- 1962–1963: Polskie szkło i ceramika, Berlin, Praga, Wiedeń, Budapeszt, Belgrad, Sofia
- 1963: Verrerie européenne 1958-1963, Liège
- 1964: Wystawa Ogólnopolska Tkaniny, Ceramiki i Szkła, Warszawa
- 1969: Wzornictwo w Przemyśle Szklarskim i Ceramicznym, Warszawa
- 1973: International Exhibition of Glass and Porcelain, Jablonec nad Nysą
- 1974: Ogólnopolska Wystawa Szkła Artystycznego i Użytkowego, Katowice
- 1975: Szkło i ceramika użytkowa, Warszawa
- 1976: I Ogólnopolskie Triennale Szkła, Kłodzko
- 1976: International Exhibition of Glass and Porcelain, Jablonec nad Nysą
- 1977: II Ogólnopolska Wystawa Szkła Artystycznego i Użytkowego, Katowice
- 1977: I Coburger Glaspreis für moderne Glasgestaltung in Europa, Coburg
- 1979: III Ogólnopolska Wystawa Szkła Artystycznego i Użytkowego, Katowice
- 1980: Annaherungen. Malerei, Glas, Keramik, Textilien, Zwinger, Drezno
- 1987–1988: Polskie Szkło Współczesne, Warszawa